# Чемпіонат Ірану з футболу 2025—2026
Чемпіонат Ірану з футболу 2025—2026 — 43-й сезон чемпіонату Ірану з футболу, що стартував 18 серпня 2025 року та фінішує у травні 2026 року. У турнірі беруть участь 16 клубів.